# Fondation hellénique pour la culture
La Fondation hellénique pour la culture (en grec moderne : Ελληνικό Ίδρυμα Πολιτισμού) est un organisme culturel et éducatif dont le siège est à Athènes. Son but est de promouvoir la langue grecque et la culture grecque. Elle fut créée en 1992.
Elle possède des centres à Odessa, Alexandrie, Berlin, Londres, Moscou, Vienne, Bruxelles, Washington, et Pékin.
En 2008, des centres devraient ouvrir à Melbourne, Trieste, Belgrade, Bucarest, Tirana et Sofia.